# Дмитриевский сельсовет (Свободненский район)
Дми́триевский сельсове́т — сельское поселение в Свободненском районе Амурской области.
Административный центр — село Дмитриевка.

## История
2 августа 2005 года в соответствии Законом Амурской области № 31-ОЗ муниципальное образование наделено статусом сельского поселения. Законом Амурской области от 9 ноября 2011 года N 555-ОЗ Усть-Перский сельсовет вошёл в состав Дмитриевского сельсовета.

## Население
| 2002  | 2010  | 2011  | 2012  | 2013  | 2014  | 2015  |
| ----- | ----- | ----- | ----- | ----- | ----- | ----- |
| 1132  | ↘892  | →892  | ↗1396 | ↗1407 | ↗1425 | ↘1396 |
| 2016  | 2017  | 2018  | 2021  |       |       |       |
| ↘1379 | ↘1350 | ↘1297 | ↘1099 |       |       |       |

## Состав сельского поселения
| № | Населённый пункт | Тип населённого пункта       | Население |
| - | ---------------- | ---------------------------- | --------- |
| 1 | Дмитриевка       | село, административный центр | ↘387      |
| 2 | Усть-Пёра        | село                         | ↘356      |
| 3 | Юхта             | посёлок                      | ↘457      |
| 4 | Юхта-3           | посёлок                      | ↘97       |

### Упразднённые населённые пункты
Чудиновка — упразднённое в 1986 году село.